# 三重嶽
三重嶽（さんじょうだけ）は、滋賀県高島市に所在する山である。野坂山地に属し、その最高峰である。
国土地理院の成果では山名を「三重嶽」としているが、点の記では、山頂に所在する二等三角点（標高974.11m）の点名を「山上ケ岳（さんじょうがたけ）」としている。
高島トレイルのルートの一つであり、大御影山から福井県境の尾根を離れ滋賀県に向かうルートである。高島トレイルに属する山としては最高峰である。
石田川ダムから武奈ヶ嶽の周遊ルートがある。

## 自然
592mから山頂への尾根までブナ林に囲まれた登山道がある。尾根の小規模な池にはモリアオガエルやヤマボウシが見られる。

## 周辺の山
- 武奈ヶ嶽、大御影山 - 高島トレイル
- 箱館山